# Vlaardingse Kunstkring
De Vlaardingse Kunstkring, bij de oprichting Kunstkring 'De Vlaardingers' genoemd, was een genootschap van (amateur)kunstenaars uit Vlaardingen en omgeving. De kring werd opgericht in 1947 en bestond uit zeven leden. De kunstkring hield tussen 1947 en 1958 jaarlijks een tentoonstelling in de Visbank te Vlaardingen.

## De schilders
De deelnemende schilders waren:

### Jo Baars
Johannes Pieter (Jo(h), Joop of Jan) Baars (Vlaardingen, 3 oktober 1906 - aldaar, 7 juni 1973) was een schilder, tekenaar en pastellist. Bij de oprichting was Baars de penningmeester. Hij ontving zijn opleiding aan de Academie voor Beeldende Kunsten en Technische Wetenschappen te Rotterdam en had les van Gerard Wiegman. In het dagelijks leven was hij bevelvoerder bij de brandweer; in die functie raakte hij in 1951 zwaar gewond bij een ongeluk tijdens een oliebrand in de Koningin Wilhelminahaven in Vlaardingen waarbij vijf van zijn collega's omkwamen. De ramp met de oliebrand wordt elke 5 jaar in Vlaardingen herdacht.
Samen met een aantal andere kunstenaars vormde Baars ook de kunstenaarsgroep Vlaardingen 65. Tevens was hij lid van Vereniging voor Schone Kunsten De Kring te Delft.

### Leen Dijkshoorn
De schilder Leendert (Leen) Dijkshoorn (Vlaardingen, 24 november 1909 - aldaar, 26 juni 1989) was bij de oprichting de secretaris. Hij legde zich toe op het schilderen van bloemstillevens, landschappen en stadsgezichten. Dijkshoorn volgde aanvankelijk een opleiding aan de ambachtsschool te Schiedam, maar na de Burger Avondschool te hebben gevolgd werd hij (decoratie)schilder; ruim 40 jaar werkte hij als ‘schildersbaas’ bij Levers Zeepmaatschappij. Leen Dijkshoorn is de vader van kunstenares Elly Dijkshoorn.

### Leen Droppert
Leendert (Leen) Droppert (Vlaardingen, 24 april 1930) is een beeldhouwer, schilder, graficus en mozaïekkunstenaar. Droppert bezocht in Grafische School in Amsterdam en in de avonduren de Kunstacademie in Rotterdam. Vanaf het begin van de vijftiger jaren is Droppert werkzaam als beeldend kunstenaar en ruimtelijk vormgever. Zijn werken behoren zowel tot de figuratieve als de abstracte kunst. In 2010 organiseerde het Museum Vlaardingen een overzichtstentoonstelling "Zover het oog reikt" van het werk van Droppert (uit de periode 1950-2010) ter gelegenheid van zijn tachtigste verjaardag.

### Kornelis Lodder
Kornelis (Korn) Lodder (Vlaardingen, 4 maart 1892 - aldaar, 12 januari 1987) was een schilder en aquarellist. Lodder genoot zijn opleiding aan de Akademie voor Beeldende Kunsten te Rotterdam en de Akademie van Beeldende Kunsten te Den Haag; hij was een leerling van Johannes Gerardus Heijberg, Frans Helfferich, Huib Luns en Arij Spoon. Hij bekwaamde zich in het schilderen van landschappen, figuurvoorstellingen en portretten. Naast de Vlaardingse Kunstkring was hij ook lid van de Vereniging voor Schone Kunsten De Kring te Delft. Werk van Lodder hangt o.m. in het Museum Vlaardingen. Bij de oprichting was Lodder de voorzitter.

### Henk Plomp
De schilder Henk Plomp trok op jonge leeftijd al op met Leen Droppert en schrijver Arie van der Lugt.  Het was dan ook Plomp die Droppert in de kunstkring introduceerde. Plomp volgde zijn opleiding aan de Academie voor Beeldende Kunsten te Rotterdam.

### Reinier Rijke
Reinier Teunis Rijke (Vlaardingen, 15 november 1913 - aldaar, 9 mei 1996) was een beeldend kunstenaar, schilder en graficus. Als kunstenaar was hij lid van de Vlaardingse kunstkring. Om in het dagelijkse levensonderhoud te voorzien werkte Rijke aanvankelijk voor een schildersbedrijf, later voor een vlaggenfabriek. Rijke was getrouwd met Kornelia Moerman. Als autodidactisch schilder bekwaamde Rijke zich verder in het schilderen van onder meer landschappen, stadsgezichten, stillevens, portretten en Bijbelse afbeeldingen. Voor het Vlaardingse Rode Kruisgebouw maakte hij de wandschilderingen. Zijn schilderijen worden wel getypeerd als zijnde van een karakteristiek, veelal rustig en zeer beheerst coloriet, waarbij de te strakke compositie soms iets te veel naar voren treedt - iets wat dan nog eens extra benadrukt wordt door de koele kleurvoering.
Vanaf zijn pensionering tot aan zijn dood gaf Rijke teken- en schilderlessen aan senioren. Werk van Rijke hangt in het streekmuseum Jan Anderson, Vlaardingen.

### Jaap Weiland
Jacob (Jaap) Weiland (Vlaardingen, 11 juni 1891 - aldaar, 5 juli 1970) was een autodidactisch schilder, tekenaar en pentekenaar. Jaap Weiland stamt uit het schildersgeslacht Weiland en is een broer van Frits Weiland (1888-1950) en Johannes Weiland (1894-1976). Hij werd in 1955 voorzitter en was tevens lid van de kunstenaarsgroep Vlaardingen 65. Hij was werkzaam als makelaar in oliën en vetten en later als correspondent en vlaggentekenaar bij de Vlaardingse Vlaggenfabriek. Pas op latere leeftijd richtte hij zich volledig op het schilderen en in 1964 werd zijn eerste solotentoonstelling georganiseerd in de Visbank te Vlaardingen. Hij had een traditionele trant van werken en had weinig op met de moderne kunst.